# پروپاگاندا در ایالات متحده آمریکا

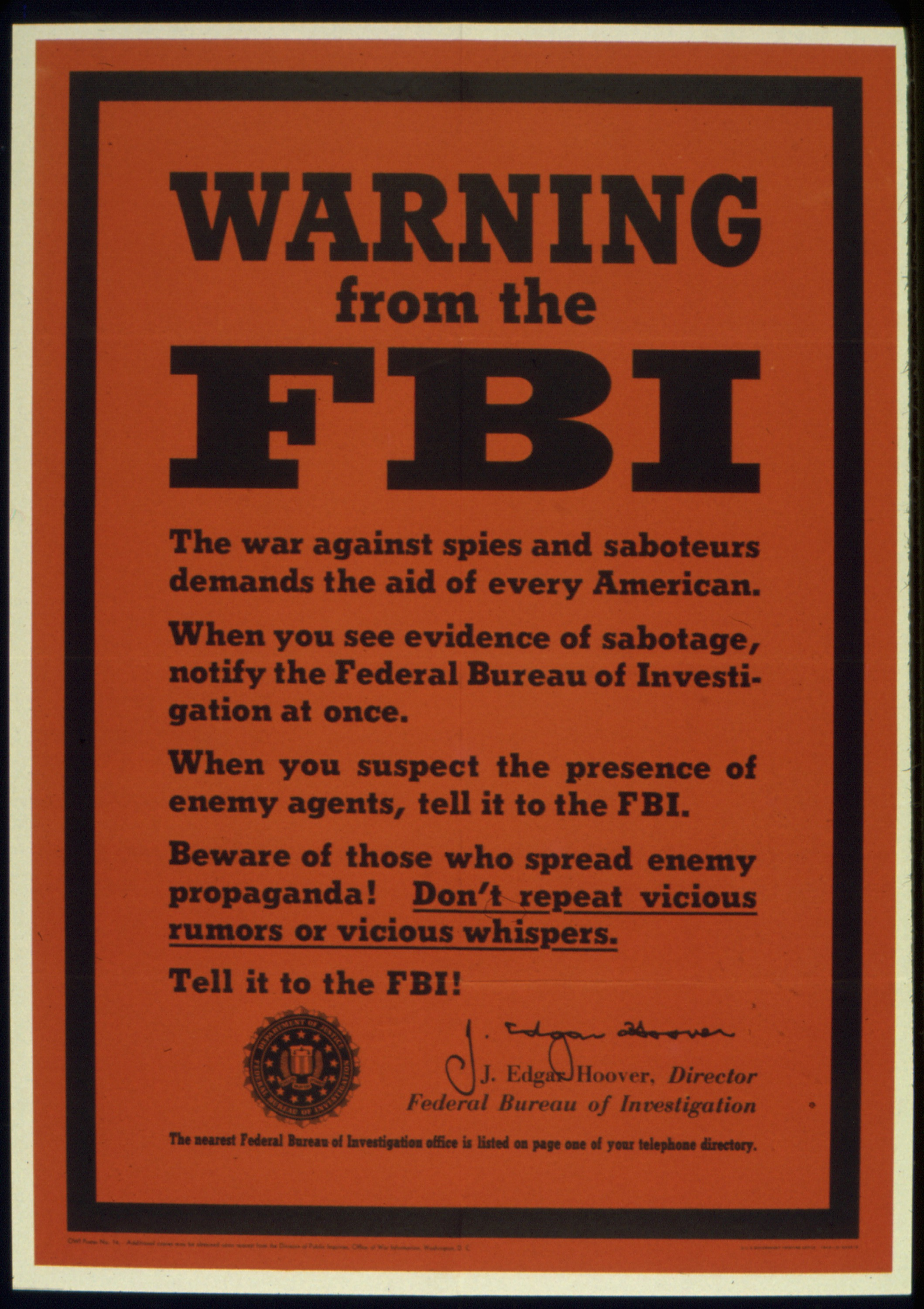
اخطار اف‌بی‌آی

در ایالات متحده آمریکا، پروپاگاندا هم از طریق دولت و هم نهادهای رسانه‌ای پخش می‌شود. پروپاگاندا یعنی اطلاعات، ایده‌ها یا شایعه‌هایی که به‌دقت انتخاب و عمداً پخش می‌شوند. این پدیده در تبلیغات، رادیو، روزنامه، پوستر، کتاب، تلویزیون، فیلم و دیگر رسانه‌ها استفاده می‌شود. تبلیغات‌چی‌ها ممکن است اطلاعات واقعی یا غیرواقعی را به مخاطبان ارائه دهند و اغلب روی ویژگی‌های مثبت تأکید می‌کنند و منفی‌ها را کم‌اهمیت جلوه می‌دهند با برعکس؛ به‌منظور شکل دادن افکار عمومی در مقیاس گسترده یا تحت تأثیر قرار دادن تغییرات رفتاری.